# Petra Schersingová
Petra Schersingová, rozená Müllerová (* 18. července 1965, Quedlinburg) je bývalá německá atletka, běžkyně, která reprezentovala tehdejší NDR.
Její specializací byla hladká čtvrtka a štafeta na 4 × 400 metrů.

## Osobní rekordy
- 400 m (hala) - (50,28 - 6. března 1988, Budapešť)
- 400 m (dráha) - (49,30 - 3. června 1988, Jena)